# Hoslundia
Hoslundia és un gènere d'angiospermes pertanyent a la família de les lamiàcies. La seua única espècie: Hoslundia opposita Vahl (1804), és originària de l'Àfrica tropical.

## Sinònims
- Hoslundia verticillata Vahl, Enum. Pl. 1: 213 (1804).
- Hoslundia oppositifolia P.Beauv., Fl. Oware 1: 53 (1806).
- Hoslundia decumbens Benth. in A.P.de Candolle, Prodr. 12: 54 (1848).
- Orthosiphon physocalycinus A.Rich., Tent. Fl. Abyss. 2: 180 (1850).
- Micranthes menthoides Bertol., Mem. Reale Accad. Sci. Ist. Bologna 9: 172 (1858).
- Clerodendrum micranthum Gilli, Ann. Naturhist. Mus. Wien 77: 29 (1973).

## Descripció
Són plantes herbàcies perennes, i de vegades petits arbustos, que creixen fins a 1,2 metres d'alçada. Les fulles són oposades o, de vegades disposades en grups de tres. Les plantes tenen flors petites, blanques o crema, florint a partir d'octubre fins a febrer. Els fruits són carnosos, amb forma de baia amb un atractiu color taronja-rogenc.

## Distribució
Aquestes plantes tenen una distribució natural generalitzada, estan presents tant en boscos oberts tropicals i com subtropicals. A l'Àfrica meridional es troben naturalment en zones del nord de Namíbia i Botswana, així com a Eswatini. A Sud-àfrica, es poden trobar creixent de manera natural des de les zones costaneres de KwaZulu-Natal, que s'estén a Mpumalanga i Limpopo. Les plantes són molt comuns a tota l'Àfrica tropical, en països com el Senegal, el Sudan i Etiòpia.